# Tirolita
La tirolita és un mineral de la classe dels arsenats. Va ser descoberta l'any 1845 a Falkenstein, a prop de Schwaz, al Tirol (Àustria), d'on rep el seu nom.

## Característiques
És un arsenat hidroxilat i hidratat de calci i coure amb anions addicionals de carbonat. A més dels elements de la seva fórmula, Ca₂Cu9(AsO₄)₄(CO₃)(OH)₈·11H₂O, sol portar com a impuresa sofre. No totes les "tirolites" poden contenir grups CO₃ i algunes poden ser idèntiques a la tangdanita (no conté carbonat però sí sulfat en el seu lloc), amb la qual està estretament relacionada. La tirolita es pot confondre amb la theisita i la claraïta.
Cristal·litza en el sistema monoclínic. La clinotirolita va ser presentada sense l'aprovació de la IMA perquè els autors van pensar que era diferent de la tirolita (considerada llavors com a ortoròmbica). Un dels politips de la tirolita sembla idèntic a la "clinotirolita", per la qual cosa encara no està acceptada com a nova espècie.

## Formació i jaciments
Es tracta d'un mineral secundari que es troba a les zones oxidades de dipòsits de coure, típicament format per l'alteració de la tennantita. Sol trobar-se associada a altres minerals com: auricalcita, cuprita, eritrita, limonita, tennantita, malaquita, atzurita, brochantita o crisocol·la. Als territoris de parla catalana ha estat descrita a la mina de Les Ferreres, a Camprodon (Ripollès), i a la galeria Tacho de la mina Atrevida, a la localitat de Vimbodí i Poblet (Conca de Barberà).